# Acequia

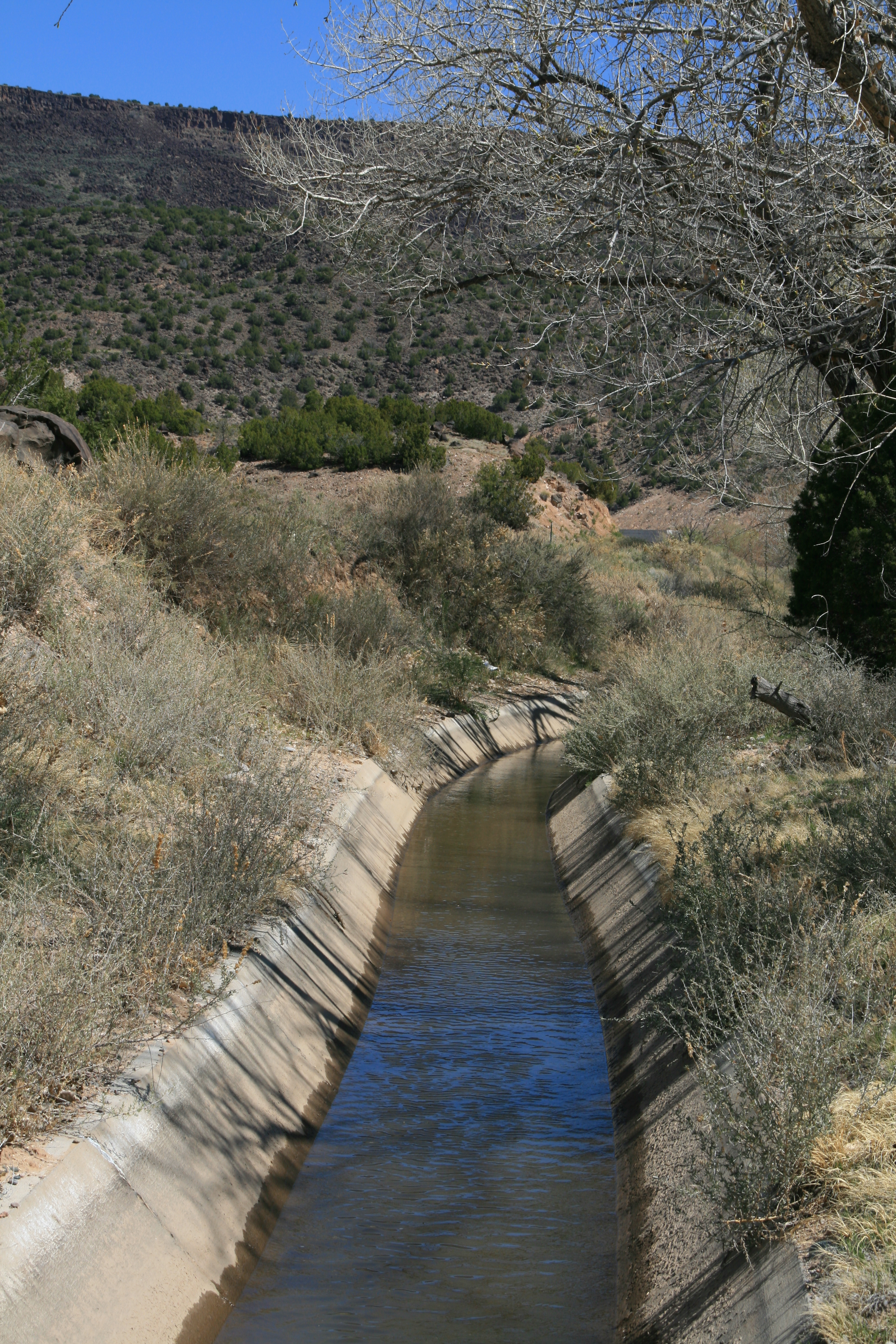
Acequia.

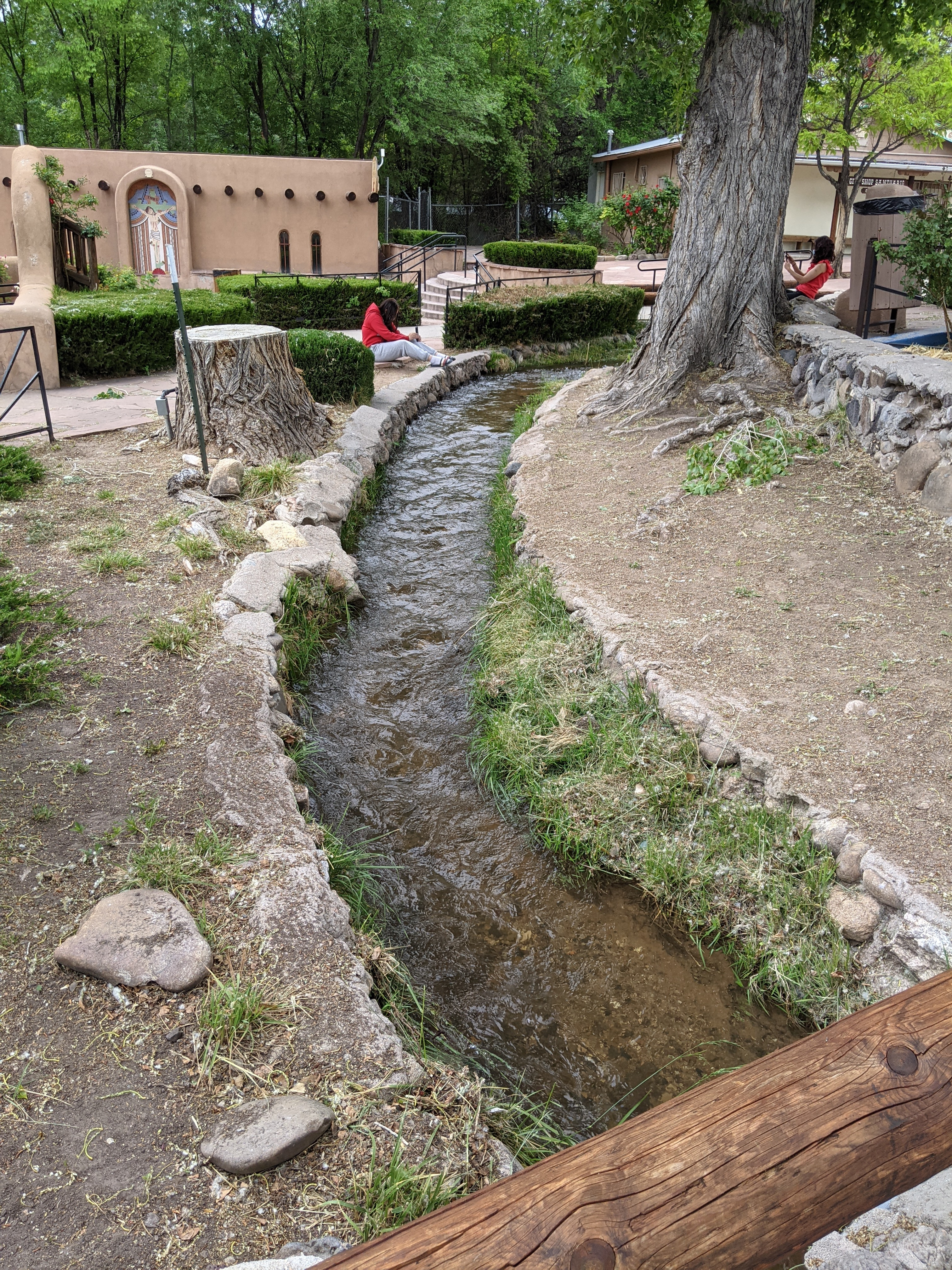
Acequia del Potrero, que pasa cerca del frente de El Santuario de Chimayo

Una acequia (del árabe hispano assáqya, y este del árabe clásico الساقية «al-sāqiyah» , irrigadora) o cacera es una zanja o canal a cielo abierto para conducir el agua de regadío, de abastecimiento a poblaciones o fines similares. Fue utilizado en España y en los antiguos territorios españoles en América para regar. Especialmente en España, los Andes, el norte de México y el actual Suroeste de Estados Unidos, en particular el norte de Nuevo México y el sur de Colorado. La hidrología de las acequias beneficia la salud ecológica, la producción agrícola y el mantenimiento de los niveles de agua subterránea. La acequia es una vía de recursos fácilmente controlable y extremadamente resistente a los constantes cambios climáticos. Los ejemplos de acequias en Nuevo México tienen largas raíces históricas en las comunidades Pueblo e hispanos de Nuevo México, y están incorporadas en tradiciones que incluyen los matachines, la vida en el bosque de Río Bravo  del área metropolitana de Albuquerque, y las peregrinaciones al Santuario de Chimayó.
El término también puede referirse al largo estanque central de un jardín morisco, como el Generalife de la Alhambra en el sur de España.

## Origen
Con especial desarrollo en la cultura egipcia y Mesopotamia en el año 6000 a. de C, estas construcciones, tienen afinidades de uso con los acueductos romanos, si bien su empleo principal es el riego de huertos, plantaciones o explotaciones agrarias, aprovechando la orografía del terreno para la distribución y conducción del agua, formando una red de ramales a partir de un canal principal.

## Visión general

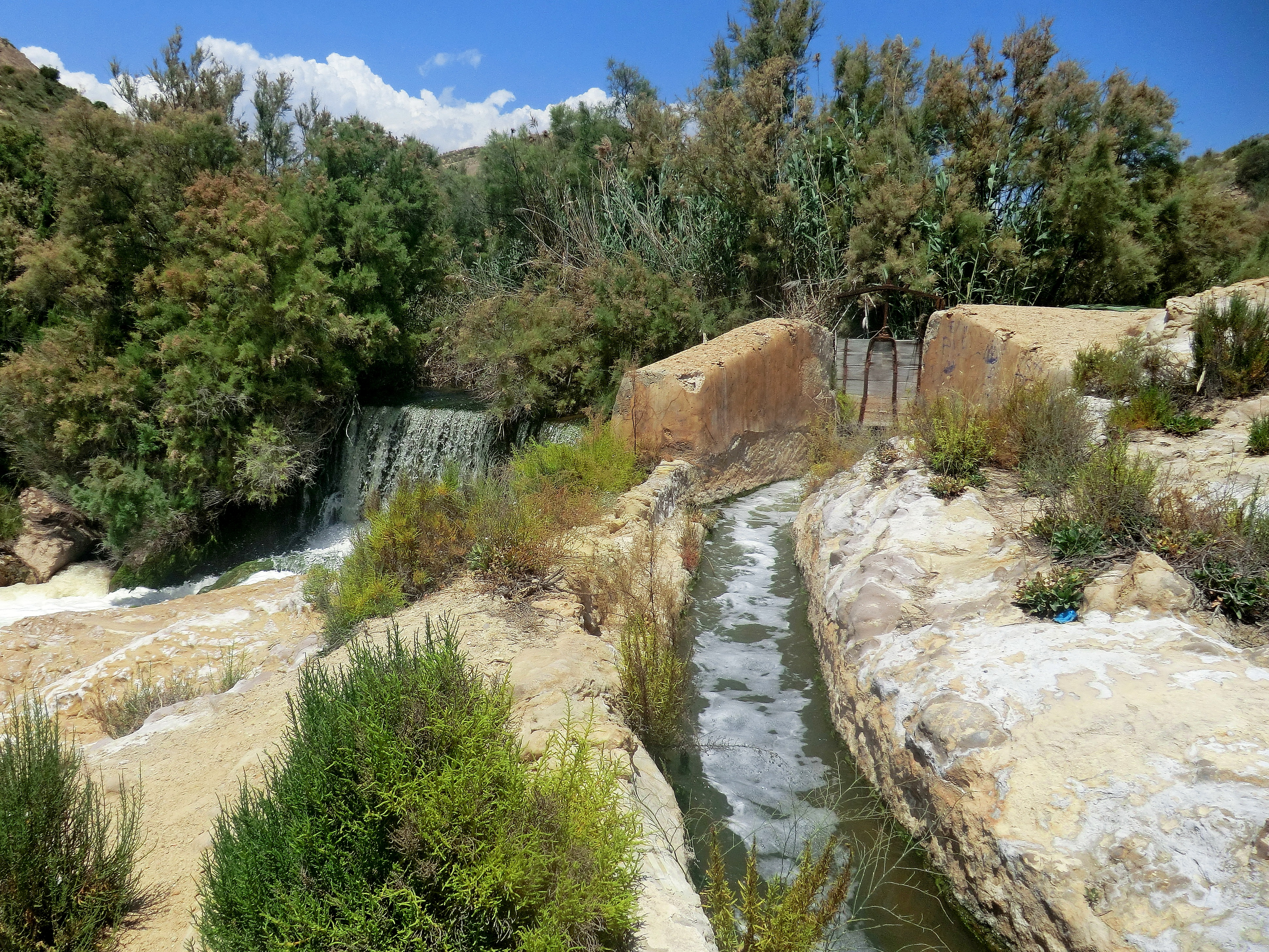
Acequia principal, Vallongas, Elche, Valencia, España, mayo 2012

La palabra española acequia (y catalán séquia) tiene su origen en la palabra árabe al-sāqiyah ( لاساقیة). Que tiene el doble significado de 'el conducto de agua' o 'el que lleva agua' y la 'cantinera' (del árabe سَقَى) saqā, 'dar agua, beber'), y también se refiere a una tipo de rueda de agua. Tradicionalmente se han asociado las acequias españolas con la colonización árabe de la península ibérica; sin embargo, la hipótesis más probable es que mejoran sistemas de riego que ya existían desde el época romana, o incluso antes. Estas formas de planificación agrícola y estrategias de colonización provienen de la gran cantidad de influencias culturales que contribuyeron a la tecnología y el gobierno españoles. Probablemente, la más significativa provenía de los árabes que gobernaron partes de España durante 8 siglos. Sus modos de vida influyeron en los españoles y cambiaron la forma de hacer agricultura en España. Fue adoptado posteriormente por los españoles y portugueses (levadas en la isla de Madeira), utilizándose en todas sus colonias, aunque ya existían estructuras similares en lugares como Mendoza o San Juan, Argentina donde hoy en día las acequias discurren a ambos lados de todas las calles de la ciudad, pero que originalmente fueron excavadas en todo su perímetro por los indígenas huarpes mucho antes de la llegada de los españoles. Las técnicas introducidas por los musulmanes permitieron una mayor diversidad agrícola, introduciéndose cultivos como la caña de azúcar y los cítricos. El sistema de la acequia ha ido cambiando con el tiempo para evitar incidencias en el recurso por sobreexplotación o falta de mantenimiento.

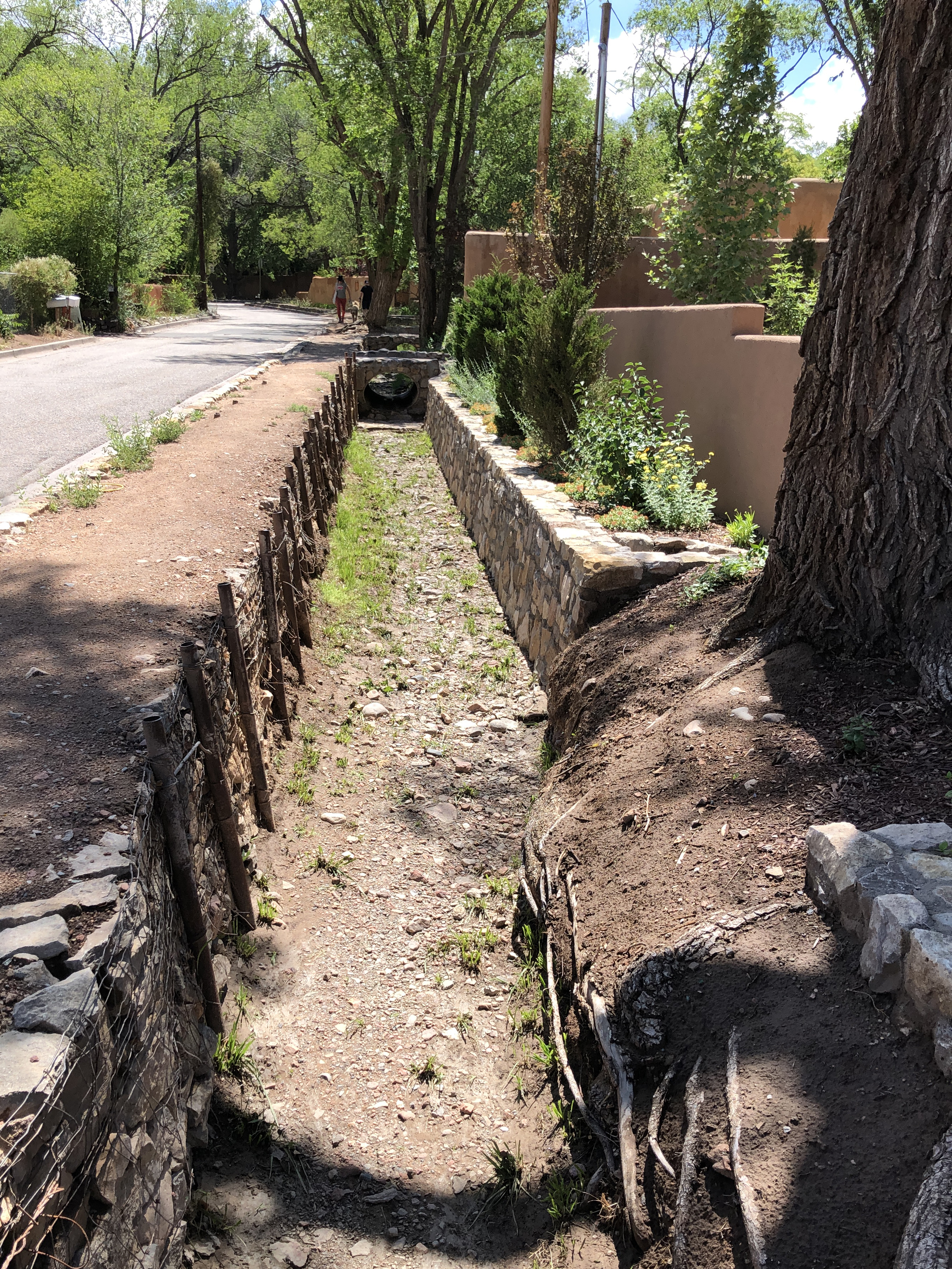
La Acequia Madre, Santa Fe, Nuevo México, Junio 2022.

En Estados Unidos, las acequias más antiguas se establecieron hace más de 400 años; muchas siguen proporcionando una fuente primaria de agua para las empresas agrícolas y ganaderas en zonas de Estados Unidos antaño ocupadas por España o México, incluida la región del norte de Nuevo México y el centro-sur de Colorado conocida como la cuenca del Alto Río Grande o  Río Arriba. Un reciente modelo basado en agentes muestra que la posible extinción de este tipo de agricultura depende de las tasas y los patrones climáticos futuros. Este tipo de gobernanza sobre las acequias es, hasta la fecha, la representación más antigua de la gestión europea de recursos que sigue viva en los Estados Unidos en la actualidad.
Las acequias son canales de gravedad, similares en concepto a los  canales. Algunas acequias se conducen a través de tuberías o acueductos, de fabricación moderna o con décadas o siglos de antigüedad. Para que el sistema funcione correctamente es necesario que el canal tenga una buena pendiente para que el flujo de agua se mantenga en buen movimiento. La mayoría, sin embargo, son simples zanjas abiertas con márgenes de tierra.  En muchas comunidades, las  orillas de las acequias son rutas importantes para los desplazamientos no motorizados.
Investigadores afiliados al Proyecto de Biorregiones del Río Grande en el Colorado College iniciaron un estudio pionero, colaborativo, dirigido por agricultores e interdisciplinario de las acequias de Colorado y Nuevo México entre 1995 y 1999. Entre los hallazgos más significativos de este estudio estaba que las granjas de acequia proporcionan servicios vitales de ecosistema y de base económica a las regiones en las que se encuentran. Un estudio, según se informa en (Peña, Boyce y Shelley, 2003), descubrió que los agroecosistemas de acequia promueven la conservación del suelo y la  formación del suelo, proporcionan hábitat para la vida silvestre terrestre y corredores de movimiento; protegen la calidad del agua y el hábitat de los peces, promueven la conservación de la biodiversidad domesticada de los cultivos heredados de la raza terrestre, y fomentan el mantenimiento de una fuerte ética de la tierra y el agua y el sentido del lugar, entre otros valores ecológicos y económicos de base. Esta investigación pionera sobre los servicios ecosistémicos de las acequias, dirigida por el antropólogo medioambiental Devon G. Peña, ha sido confirmada más recientemente en otros estudios {eg.(Fernald, Baker y Guldan, 2007),(Fernald et al., 2010),(Fernald et al., 2015),(Raheem et al., Gonzales)).
Conocida entre los usuarios del agua simplemente como la Acequia, varias entidades legales encarnan las asociaciones comunitarias, o asociaciones de acequias, que gobiernan el uso del agua de los miembros, dependiendo de los precedentes y tradiciones locales.  Una organización de acequia a menudo debe incluir comisionados y un mayordomo que administra el uso del agua de una acequia, regulando qué titulares de derechos de agua pueden liberar agua a sus campos en qué días. En Nuevo México, por estatuto estatal, las acequias como cuerpos registrados deben tener tres comisionados y un mayordomo. Los distritos de riego y conservación suelen tener su propia versión de mayordomos, a los que los miembros de los distritos suelen denominar "jinetes de acequias".
En los últimos años, las acequias de Nuevo México y Colorado han desarrollado e implementado con éxito cambios en las leyes estatales del agua para dar cabida a las normas, costumbres y prácticas únicas de los sistemas de acequias. Pero estos propietarios comunales de las acequias de Nuevo México están recibiendo duros empujones económicos de los promotores inmobiliarios y de la inflación actual que les están empujando a considerar la venta de la preciada acequia. El derecho consuetudinario de la acequia es más antiguo que la Doctrina de la apropiación previa y está en desacuerdo con ella, y los estatutos que promulgan el derecho de aguas de las acequias representan un raro caso de pluralismo hídrico en el contexto del derecho de aguas occidental en los Estados Unidos (véase (Hicks y Peña, 2003)). Por ejemplo, la doctrina de la apropiación previa se basa en el principio de "primero en uso, primero en derecho", mientras que las normas de las acequias incorporan no sólo la prioridad, sino también principios de equidad e imparcialidad. Esto es evidente en el hecho de que la Apropiación Previa considera el agua como una mercancía propiedad de particulares, mientras que los sistemas de acequia tratan el agua como un recurso comunitario que los regantes tienen el derecho compartido de utilizar, gestionar y proteger. El concepto de responsabilidad compartida sobre los recursos naturales refleja las creencias de los españoles y los indígenas que trajeron la acequia a los Estados Unidos. La plétora de comportamientos y valores culturales que crearon las comunidades de acequias todavía existen en los Estados Unidos. Mientras que las doctrinas Prior permiten la venta de agua fuera de la cuenca de origen, el sistema de acequias prohíbe la transferencia de agua de la cuenca en la que se encuentra y, por tanto, considera el agua como un "activo in situ". El régimen anterior se basa en un régimen de gobernanza en el que los miembros de una mutualidad de acequias votan en función de su propiedad proporcional de acciones, de modo que los agricultores más grandes tienen más votos. En cambio, el sistema de acequias sigue un sistema de "un agricultor, un voto" que ha llevado a los investigadores a considerarlo una forma de "democracia del agua".
La ley de aguas de acequia también exige que todas las personas con derechos de riego participen en el mantenimiento anual de la acequia de la comunidad, incluida la limpieza anual de la acequia en primavera, conocida como limpieza y saca de acequia.

## Sostenibilidad de las acequias de drenaje
Las acequias de drenaje juegan un papel importante en la agricultura en todo el mundo. Los sistemas de drenaje inadecuados aceleran la contaminación del agua, desecan excesivamente los suelos durante la sequía estacional y se convierten en una carga financiera de mantener. Los equipos industriales de movimiento de tierras facilitan el mantenimiento de zanjas de drenaje recto, pero el atrincheramiento da como resultado un aumento de los costos ambientales y finalmente profundos costos económicos con el tiempo.
El diseño de canales sostenibles puede resultar en zanjas que se mantienen en gran medida por sí solas debido al equilibrio geomorfológico natural. La sedimentación neta y la erosión lentas dan como resultado una reducción neta en el transporte de sedimentos. Fomentar el desarrollo de una sinuosidad natural de la corriente y una sección transversal del canal en terrazas múltiples parece ser clave para mantener tanto la capacidad máxima de drenaje de la zanja como la contaminación neta mínima y el transporte de nutrientes.
Las inundaciones pueden ser una de las principales causas de pérdidas recurrentes de cultivos, especialmente en suelos pesados, y también pueden perturbar gravemente las economías urbanas . El drenaje subterráneo a las zanjas ofrece una forma de eliminar el exceso de agua de los campos agrícolas o espacios urbanos vitales, sin las tasas de erosión y el transporte de contaminación que resulta de la escorrentía superficial directa. Sin embargo, el drenaje excesivo da como resultado pérdidas recurrentes de rendimiento de los cultivos inducidas por la sequía y problemas de desecación o calor urbano más graves.
El drenaje subterráneo controlado desde las áreas sensibles hasta las zanjas de drenaje con vegetación hace posible un mejor equilibrio entre el drenaje de agua y las necesidades de retención de agua. La inversión inicial permite a una comunidad reducir los niveles freáticos locales cuando y donde sea necesario sin exacerbar los problemas de sequía en otros momentos.

## En España
En la España de habla castellana, la acequia o parte de su infraestructura puede recibir otros nombres, como «caz» o «cacera», canal de riego, canalillo, acueducto, e implicar a construcciones relacionadas como el azud o las presas, las golas y compuertas de las acequias y las tornas o sobrantes, que sirven de retorno del agua excedente al río.
La alimentación del caudal de las acequias se realiza principalmente mediante azudes, pequeñas retenciones de agua del cauce del río. En ocasiones, el sistema de captación se realiza mediante las llamadas acequias de careo, como es el caso de La Alpujarra granadina donde estas acequias están protegidas como Sitio Histórico de la Alpujarra.

## En Argentina

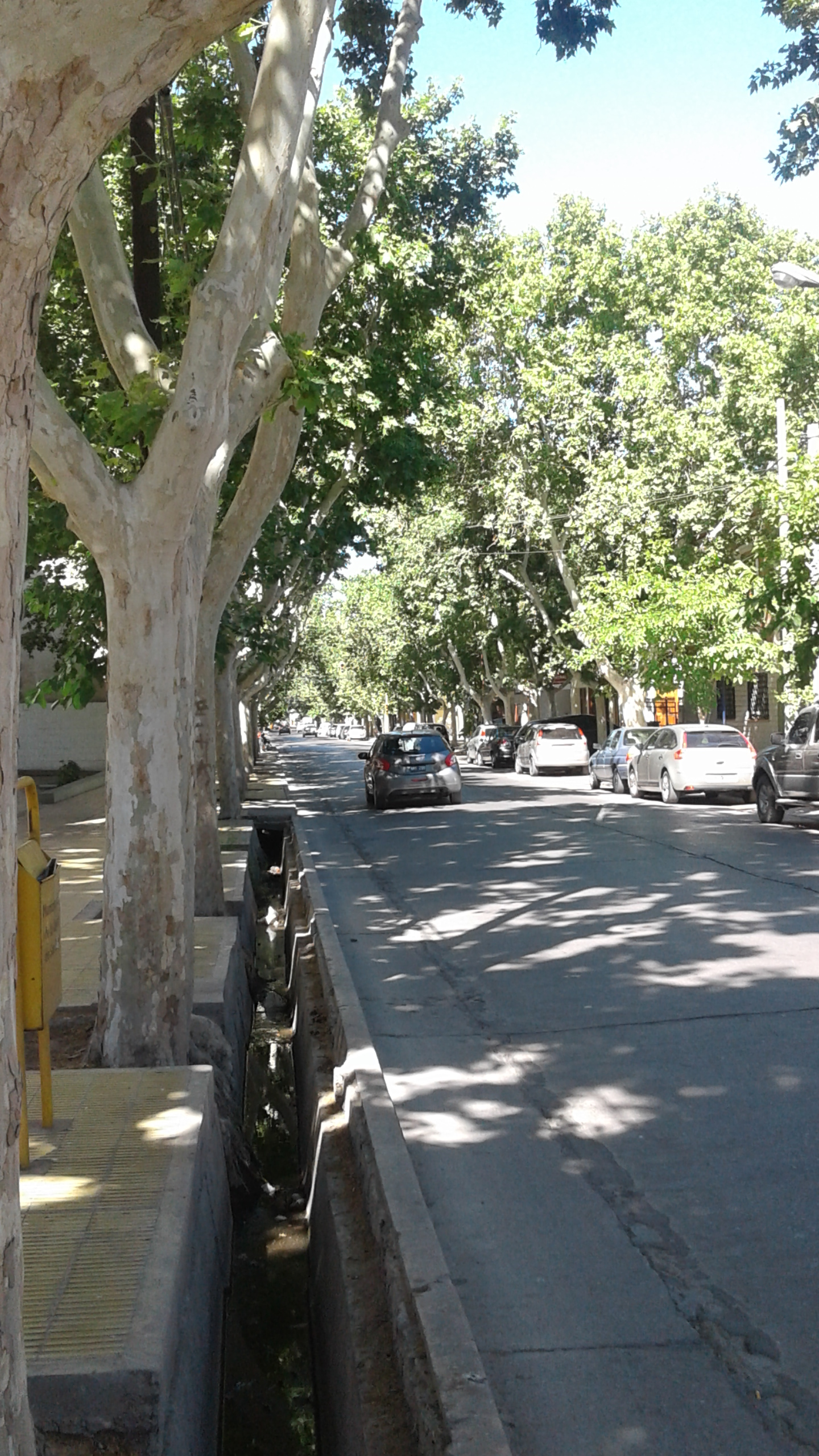
Acequia urbana utilizada para regar el arbolado público en la ciudad argentina de San Juan.

En las provincias argentinas de Mendoza y San Juan es común observar este tipo de canales para regar el arbolado, las chacras, grandes plantaciones vitivinícolas, etc. En las ciudades se usan para irrigar el arbolado público y también para drenar el agua proveniente de las ocasionales pero fuertes lluvias estivales etc. 
Mendoza y San Juan se caracterizan, a pesar de encontrarse en una zona semidesértica, por su gran cantidad de árboles. La cultura de la forestación está fuertemente arraigada en la región de Cuyo. Es habitual que en las casas cuyanas haya árboles y la acequia es su principal instrumento de riego. Los huarpes, pobladores autóctonos de la zona, desarrollaron este sistema de irrigación en épocas precolombinas.
En el alto valle del Río Negro (Argentina) y en el Río Neuquén también se utilizan grandes extensiones de acequias para el regado de chacras.

## Zanjas para desvío de agua
Particularmente en Colorado, el término también se aplica a acueductos abiertos que atraviesan las laderas como parte de proyectos de desvío transcuencas. Los ejemplos incluyen Grand Ditch sobre La Poudre Pass, Berthoud Pass Ditch y Boreas Pass Ditch.

## Herbicidas
Se pueden usar herbicidas para mantener una acequia. Principalmente, esto se hace para negar el refugio a las malezas que progresarían hacia el campo adyacente, pero en cambio pueden involucrar solo herbicidas de hoja ancha específicamente para producir forraje y/o heno.

## Para forraje y heno
Las acequias pueden proporcionar forraje o recolectarse para heno. Sin embargo, si se utilizan herbicidas, el estiércol resultante no se puede utilizar necesariamente en los campos de cultivo, porque en algunos casos los herbicidas pasarán y producirán daños en los cultivos.